# Важка атлетика на літніх Олімпійських іграх 2016
Змагання з важкої атлетики на літніх Олімпійських іграх 2016 пройшли з 6 по 16 серпня. Було розіграно 15 комплектів нагород.

## Медалі
| Місце  | Країна            | Золото | Срібло | Бронза | Загалом |
| ------ | ----------------- | ------ | ------ | ------ | ------- |
| 1      | КНР               | 5      | 2      | 0      | 7       |
| 2      | Таїланд           | 2      | 1      | 1      | 4       |
| 3      | Іран              | 2      | 0      | 0      | 2       |
| 4      | Північна Корея    | 1      | 3      | 0      | 4       |
| 5      | Казахстан         | 1      | 1      | 3      | 5       |
| 6      | Грузія            | 1      | 0      | 1      | 2       |
| 7      | Китайський Тайбей | 1      | 0      | 1      | 2       |
| 8      | Колумбія          | 1      | 0      | 1      | 2       |
| 9      | Узбекистан        | 1      | 0      | 0      | 1       |
| 10     | Білорусь          | 0      | 2      | 0      | 2       |
| 11     | Вірменія          | 0      | 2      | 0      | 2       |
| 12     | Індонезія         | 0      | 2      | 0      | 2       |
| 13     | Філіппіни         | 0      | 1      | 0      | 1       |
| 14     | Туреччина         | 0      | 1      | 0      | 1       |
| 15     | Єгипет            | 0      | 0      | 2      | 2       |
| 16     | Іспанія           | 0      | 0      | 1      | 1       |
| 17     | Литва             | 0      | 0      | 1      | 1       |
| 18     | Південна Корея    | 0      | 0      | 1      | 1       |
| 19     | Румунія           | 0      | 0      | 1      | 1       |
| 20     | США               | 0      | 0      | 1      | 1       |
| 21     | Японія            | 0      | 0      | 1      | 1       |
| Всього | Всього            | 15     | 15     | 14     | 44      |

## Медалісти

### Чоловіки
| Подія                   | Золото                 | Срібло                 | Бронза                    |
| ----------------------- | ---------------------- | ---------------------- | ------------------------- |
| До 56 кг докладніше     | Лун Цінцюань (CHN)     | Ом Юн Чхоль (PRK)      | Сінфет Круаітонг (THA)    |
| До 62 кг докладніше     | Оскар Фігероа (COL)    | Еко Іраван (INA)       | Фархад Харкі (KAZ)        |
| До 69 кг докладніше     | Ши Чжиюн (CHN)         | Даніяр Ісмаїлов (TUR)  | Луїс Хав'єр Москера (COL) |
| До 77 кг докладніше     | Ніджат Рагімов (KAZ)   | Люй Сяоцзюнь (CHN)     | Мохамед Магмуд (EGY)      |
| До 85 кг докладніше     | К'януш Ростамі (IRI)   | Тянь Тао (CHN)         | Вакантно                  |
| До 94 кг докладніше     | Сохраб Мораді (IRI)    | Вадим Стрельцов (BLR)  | Аурімас Дідзбаліс (LTU)   |
| До 105 кг докладніше    | Руслан Нурудінов (UZB) | Симон Мартиросян (ARM) | Олександр Зайчиков (KAZ)  |
| Понад 105 кг докладніше | Лаша Талахадзе (GEO)   | Гор Мінасян (ARM)      | Іраклі Турманідзе (GEO)   |

### Жінки
| Подія                  | Золото                 | Срібло                     | Бронза                |
| ---------------------- | ---------------------- | -------------------------- | --------------------- |
| До 48 кг докладніше    | Сопіта Танасан (THA)   | Срі Вагюні Агустіані (INA) | Хіромі Міяке (JPN)    |
| До 53 кг докладніше    | Сюй Шуцзін (TPE)       | Хіділін Діас (PHI)         | Юн Чін Хі (KOR)       |
| До 58 кг докладніше    | Суканія Срісурат (THA) | Пімсірі Сірікаев (THA)     | Ко Сінчунь (TPE)      |
| До 63 кг докладніше    | Ден Вей (CHN) WR       | Чо Хьо Сім (PRK)           | Каріна Горічева (KAZ) |
| До 69 кг докладніше    | Сян Яньмей (CHN)       | Жазіра Жаппаркуль (KAZ)    | Сара Ахмед (EGY)      |
| До 75 кг докладніше    | Лім Джон Сім (PRK)     | Дар'я Наумова (BLR)        | Лідія Валентін (ESP)  |
| Понад 75 кг докладніше | Мен Супін (CHN)        | Кім Кук Х'ян (PRK)         | Сара Роблес (USA)     |